# Котёл (фильм)
«Котёл» — российский фильм в жанре философская трагикомедия режиссёра Евы Басс. Премьерный показ фильма состоялся на Открытом российском фестивале кино и театра «Амурская осень» 19 сентября 2019 года, выход в широкий прокат запланирован на весну 2020 года.

## Сюжет
Главный герой фильма — двадцатипятилетний Савелий Котлов — находится в экзистенциальном кризисе. У него есть компьютерный клуб, много книг, свободного времени и тяга к алкоголю. После самоубийства лучшего друга Ромы, Савелий принимает решение начать действовать, оставить привычный Район, друзей и наконец-то разобраться в своей жизни. Однако, не все так просто. Обстоятельства, родной район и старые друзья не хотят отпускать Савелия…
.

## В ролях
- Александр Кузнецов — Савелий Котлов
- Александра Ревенко — Диляра
- Василий Буткевич — Андрей
- Артур Илюшкин — Ильдар
- Алексей Филимонов — Шмидт
- Артём Дубра

## Награды
- Открытый российский фестиваль кино и театра «Амурская осень»:
  - Приз за лучшую мужскую роль — Александр Кузнецов[4]
  - Приз за лучшую операторскую работу — Михаил Вихров